# Tom Southam
Tom Southam (* 28. Mai 1981 in Penzance) ist ein britischer Radrennfahrer, Sportlicher Leiter und Autor.
Southam wurde 2002 und 2004 jeweils Zweiter der britischen Meisterschaften im Straßenrennen. 2005 und 2006 fuhr er für das Professional Continental Team Barloworld, konnte in dieser Zeit jedoch keine vorderen Platzierungen erzielen. Ende der Saison 2011 beendete er seine Karriere als Berufsradfahrer und wurde Sportlicher Leiter bei seinem letzten Team als Aktiver Rapha Condor-Sharp,  2015 bei Drapac Professional Cycling und seit 2018 bei EF Education First.
2013 publizierte Southam, der auf der Falmouth University im Fach Professionelles Schreiben studierte und als Master of Arts abschloss, gemeinsam mit Charly Wegelius, einem weiteren ehemaligen Radprofi, das Buch Domestik. 2013 wurde das Buch für den renommierte William Hill Sports Book of the Year nominiert.

## Teams
- 2003 Amore & Vita-Beretta
- 2004 Amore & Vita-Beretta
- 2005 Team Barloworld-Valsir
- 2006 Team Barloworld
- 2007 Drapac-Porsche Development Program

- 2009 Rapha Condor
- 2010 Rapha Condor-Sharp
- 2011 Rapha Condor-Sharp

## Werke
- Charly Wegelius: Domestik. Covadonga, 2015, ISBN 978-3-95726-005-5.